# Salomo ben Jehuda ibn Gabirol

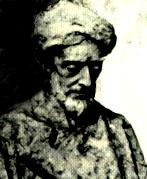
Ibn Gabirols utseende tolkat på en staty i Malaga av amerikanen Reed Armstrong, 1970.

Salomon ben Jehudah ibn Gabirol född omkring 1020 i Malaga, död omkring 1057 i Valencia, var en judisk författare och poet.
På hebreiska diktade Gabriol världslig kärleks- och reflexionslyrik samt religiösa hymner, som fortfarande ingår i de judiska högtidernas liturgi. Han dikter utgavs av Chajim Nachman Bialik 1924.
Under pseudonymen Avicebron skrev Gabriol på arabiska Mekor chaijm ("Livets källa"), en nyplatonsk traktat om materia och form, som i latinsk översättning omkring 1150 blev av stor betydelse för skolastiken, accepterad av franciskanerna, bekämpad av dominikanerna.